# Лепіста фіалкова
Лепіста фіалкова (Lepista irina (Fr.) Bigelow, Tricholoma irinum (Fr.) Kumm.) — їстівний гриб з родини трихоломових — Tricholomataceae.

## Опис
Шапка 5(8)-14 см у діаметрі, округло-дзвоникоподібна, згодом розпростерта, коричнювата до оранжево-жовтої або вохряної, іноді бурувато-рожево-червонувата, шовковиста, зрідка з темнішим хвилястим краєм, щільна. Пластинки — вузькі, спадаючі, білі, сірувато-рожевувато-коричнюваті. Спори 6-7(9) Х 2,5-4 мкм, гладенькі. Ніжка 5-15 Х 1-3 см, вгорі білувата, донизу світліша від шапки. М'якуш білуватий, з запахом кореня фіалки.

## Поширення
В Україні поширена на Поліссі, у Лісостепу та в Прикарпатті. Росте у листяних лісах, садах, на вологих місцях, луках великими групами; у вересні — листопаді.

## Використання
Добрий їстівний гриб, Використовують свіжим.